# Забарджад
«Забарджад» (узб. Zabarjad — драгоценный камень) — узбекский художественный фильм 2007 года в жанре психологическая драма. Режиссёр — Баходыр Одылов. Фильм снят по заказу Национального агентства «Узбеккино» по произведению известного узбекского писателя Эркина Агзама (узб. Erkin Aʼzam).

## Сюжет
Фильм о женщине, которой уже «за тридцать», а она ещё не замужем и без детей, ищущей себя и своё семейное счастье.
В детстве она случайно упала в бурную реку и течение начало уносить девочку. Её отец, проходивший недалеко от этой реки, вовремя пришёл на помощь и спас жизнь своей дочери, но сам утонул. Чувство вины за смерть своего отца стало преследовать Забарджад и препятствовать успокоению её совести, что в свою очередь мешало ей полностью реализоваться в жизни.
Неожиданно Забарджад получает письмо от своей престарелой тёти, которая пишет, что не может больше присматривать за садом своего брата (отца Забарджад) и просит приехать к ней, чтобы распорядиться хозяйством на своё усмотрение. Забарджад приезжает в свой кишлак и посещает могилу отца, на которой испытывает сильное нервное потрясение. После этого события Забарджад заболевает, но её быстро вылечивает тётя с помощью заговорённой воды из родника на территории сада. На следующее утро, в день исцеления, Забарджад обретает то чувство лёгкости и хорошего настроения, какое она испытывала только в детстве. Тётя объясняет причины хорошего самочувствия:

Потому что здесь твои корни, приехала в родные места, навестила могилу отца. Наверное, его душа сейчас радуется.

Забарджад возвращается к себе домой в город. Беседуя со своей мамой о судьбе сада, которая считала что его необходимо продать, Забарджад отвечает:

Это наше наследство — от деда, от отца, его нельзя продавать… Настоящий хозяин никогда не продаст свою землю… — это сказал «отец Азамата», — народ так говорит.

Через воспоминания о родительском доме и возобновление родовой связи с землёй на которой выросла, избавившись от груза мучившей её совести, Забарджад обретает новую жизнь.
Как арестанты вечного зиндана,
Глаза мои порвали эту робу.
И тёмный мир вокруг меня, — О чудо!
Вдруг заблестал лучами высшей пробы.

## Создатели
Закадровый перевод на русский язык осуществлён на киностудии «Узбекфильм». Текст читали: Наталья Липанешникова, Лазиза Азиззаде, Олег Галахов. Автор литературного перевода — Улугбек Абдусагатов.

### В ролях
| Актёр                | Роль                          |
| -------------------- | ----------------------------- |
| Ильмира Рахимджанова | Забарджад                     |
| Дилором Каримова     | Вазира-опа                    |
| Фахриддин Хидоятов   | брат Забарджад Сурат          |
| Фархад Аминов        | дядя Васил                    |
| Азиза Бегматова      | родная тётя Забарджад Мастура |
| Бобур Юлдашев        | поклонник Забарджад Дипломат  |
| Бекзод Хамраев       | любовник Забарджад            |
| Зухра Солиева        | подруга Забарджад Дильбар     |
| Бахтиёр Фозилов      | сын дяди Васила Закир         |
| Асрор Ташкенбаев     | Абдулазиз-ака                 |
| Джавохир Зокиров     | Зафарбек                      |
| Эргаш Муминов        | сын тёти Мастуры Фазилбой     |
| Гульхумар Абдуллаева | невестка тёти Мастуры Адалат  |
| Музаффар Сагдуллаев  | Азамат                        |

## Критика
На творческой конференции, проходившей в Национальном агентстве «Узбеккино» и посвящённой подведению итогов 2007 года, «киноведы высоко оценили работу Баходира Адилова».
Тринадцатого сентября 2008 года фильм был успешно принят зрителями на VI кинофестивале «Московская премьера».
Режиссёры, продюсеры и критики, собравшиеся за круглым столом на XII Форуме национальных кинематографий и обсуждавшие проблемы национального кино, опасаются, что фильм «Забарджад» в Узбекистане «не будет востребован в потоке развлекательных и незатейливых картин.».

## Награды
- 2008 — Центральноазиатский форум визуальной антропологии «КиноВизА», проходивший с 18 по 23 ноября[6] в рамках фестиваля национального кино Узбекистана, приз за лучшую женскую роль — Ильмире Рахимджановой[7].